# Súng tiểu liên Owen
Khẩu Carbine Owen được biết đến như Owen Machine Carbine, là một loại súng tiểu liên của Úc được thiết kế bởi Evelyn (Evo) Owen năm 1939. Khẩu Owen là khẩu hoàn toàn được làm theo thiết kế của Úc sử dụng trong Chiến tranh thế giới thứ hai và là loại súng chủ lực của quân đội Úc trong suốt chiến tranh.

## Lịch sử phát triển

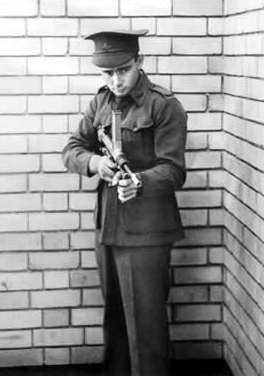
Binh nhì Evelyn Owen Circa 1942.

Owen là một nhà phát minh đến từ Wollongong, ông đã thao diễn mẫu thiết kế mới của mình khẩu súng sử dụng loại đạn.22 cho các sĩ quan quân đội Úc tại doanh trại Victoria. Loại súng này đã bị quân đội từ chối vì thời điểm này họ chưa thấy được giá trị của súng tiểu liên. Với việc chiến tranh bùng nổ ông tham gia quân đội với vai trò binh nhì.
Trong tháng 09 năm 1940, giám đốc của công ty Lysaght’s Works tại Port Kembla Vincent Wardell phát hiện một khẩu súng máy trong bao tải đường gần nhà xe của mình khi ông trên đường đi làm về. Ông ta đã cho hàng xóm của mình xem, cha của Evelyn là người đã "hét bể nhà" với sự bất cẩn của con trai và kể lại toàn bộ câu chuyện cho đến lúc đó. Wardell trở nên bị hấp dẫn bởi sự đơn giản của loại vũ khí này và đã sắp xếp để chuyển Owen lên Ban quân chế, nơi mà ông bắt đầu việc tái chế tạo súng. Tuy nhiên quân đội vẫn tiếp tục để xem loại vũ khí này với ánh mắt tiêu cực,nhưng chính phủ lại ngày càng nhìn nó với ánh mắt thiện cảm.
Mẫu mới đã được trang bị bằng việc gắn một băng đạn cong phía trên, các mẩu sau đó thì được gắn băng đạn thẳng.
Việc lựa chọn cỡ nòng mất một khoảng thời gian để có thể quyết định. Và với việc một số lượng lớn loại đạn .45 ACP đã được sản xuất nó đã quyết định sử dụng cho khẩu Owen. Khi các thử nghiệm chính thức được thực hiện Lysaght đã làm ba phiên bản sử dụng các loại đạn 9 mm, .38-200 và .45 ACP. Các khẩu tiểu liên Sten và Thompson được dùng để so sánh. Một phần của kế hoạch thử nghiệm có việc các khẩu súng bị ngâm trong bùn và vùi trong cát để mô phỏng sự hà khắc của môi trường nơi mà chúng sẽ được dùng. Khẩu Owen là khẩu duy nhất còn có thể hoạt động sau các cuộc thử nghiệm. Sau khi chứng minh khả năng của khẩu Owen quân đội vẫn chưa thống nhất về loại đạn sẽ được sử dụng, chỉ khi có sự can thiệp cấp cao của chính phủ đó là quân đội sẽ đặt hàng loại sử dụng đạn 9 mm. Nó rất quan trọng trong quân đội Úc.
Trong suốt vòng đời của súng độ đáng tin cậy của nó khiến cho nó có một cái tên riêng là "Digger's Darling" được sử dụng trong quân đội Úc và có các tin là nó ngày càng được ưa chuộng trong quân đội Hoa Kỳ.

## Sản xuất và sử dụng
Owen đã tiến hành sản xuất tại các nhà máy John Lysaght tại Port Kembla và Newcastle. Giữa tháng 03 năm 1942 và tháng 02 năm 1943, đã có khẩu 28.000 Lysaght Owen được sản xuất. Tuy nhiên lô đạn đầu lại làm sai kiểu vì thế 10,000 khẩu không có đạn để sử dụng. Một lần nữa chính phủ phải can thiệp vào bộ máy quân đội quan liêu, kiểm tra và lấy đạn thẳng từ trong khâu sản xuất cuối và đưa cho các quân đoàn Úc đang chiến đấu chống lại quân đội Nhật tại New Guinea. Ước tính đã có khoảng 50.000 khẩu Owen được sản xuất từ 1941 dến 1945.
Mặc cho việc nó hơi cồng kềnh khẩu Owen trở nên rất thông dụng với các binh lính vì sự đáng tin cậy của nó. Nó cũng đạt được thành công tại Anh và New Zealand.

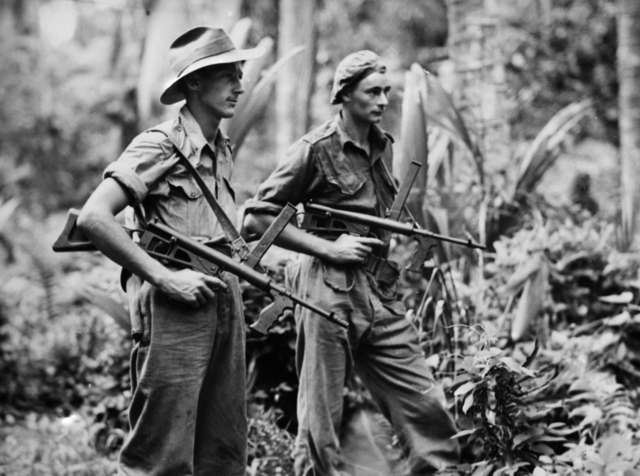
Binh lính Úc trang bị Owen tại New Britain năm 1945

Các khẩu Owen sau này được sử dụng bởi quân đội Úc trong các cuộc chiến như chiến tranh Triều Tiên và chiến tranh Việt Nam đặc biệt là các nhóm bộ binh trinh sát. Nó vẫn còn là vũ khí tiêu chuẩn của quân đội Úc cho đến giữa những năm 60 khi mà nó được thay bằng các khẩu tiểu liên F1 và AR-15. Nó cũng từng được sử dụng tại Mã Lai bởi các quân đoàn Anh, đây là một trung những loại súng thích hợp để chiến đấu trong rừng nhiệt đới.

## Thiết kế
Owen có thiết kế nạp đạn bằng phản lực bắn đơn giản, bắn từ thoi nạp đạn mở. Nó rất dễ dàng nhận ra do hình dáng độc đáo băng đạn nằm ở phía trên và điểm ruồi nằm ở hai bên cho phép xạ thủ ngắm bắn. Vị trí lắp băng đạn cho phép trọng lực giúp các lò xo trong băng đạn đẩy đạn xuống bộ khóa nòng làm tăng độ tin cậy trong việc cung cấp đạn. Một đặc điểm khác thường nữa là việc ngăn cách ngăn chứa đạn với việc cô lập thoi nạp đạn có đường kính nhỏ khỏi bộ khóa nòng khi kéo nạp đạn bằng một vách ngăn nhỏ. Đều này ngăn bùn đất xâm nhập gây kẹt đạn làm cho khẩu Owen trở nên đáng tin. Giống như Sten khẩu Owen có một báng súng không thể gấp, nhưng lại có bộ đệm tay cầm của súng ngắn.
Khi làm sạch hệ thống tháo được gắn ở băng đạn chú không gắn trên súng. Đều này cho phép nòng súng có thể được tháo ra nhanh chóng, bằng việc kéo lò xo nạp ở phía trước khoang chứa băng đạn lên, sau khi tháo nòng súng thoi nạp đạn và lò xo đẩy có thể lấy ra bằng việc đẩy nó ra phía trước.